# Kuhmalahti
Kuhmalahti (Kuhmalax en suédois) est une ancienne municipalité du centre-sud de la Finlande. Elle se situe dans la région du Pirkanmaa et la province de Finlande occidentale. Au début 2011 Kuhmalahti s'est intégré à Kangasala.

## Géographie
La commune était petite et peu peuplée. Dans une région où les fusions de communes ont été nombreuses au cours des dernières années, cette faible taille et la tendance à la diminution de la population depuis 1992 ont remis en cause l'existence de cette municipalité.
Les deux villages principaux, Kirkonkylä et Pohja, sont situés à l'extrémité orientale du grand lac Längelmävesi. Les grandes villes du pays sont à faible distance, Tampere à juste 45 km, Lahti à 90 km et Helsinki à 180 km.
Les municipalités voisines étaient Pälkäne au sud (jusqu'en 2006 Luopioinen), Kangasala à l'ouest, Orivesi au nord (avec également Längelmäki jusqu'en 2006), Kuhmoinen à l'est (Finlande-Centrale) et Padasjoki au sud-est (Päijät-Häme).

## Galerie

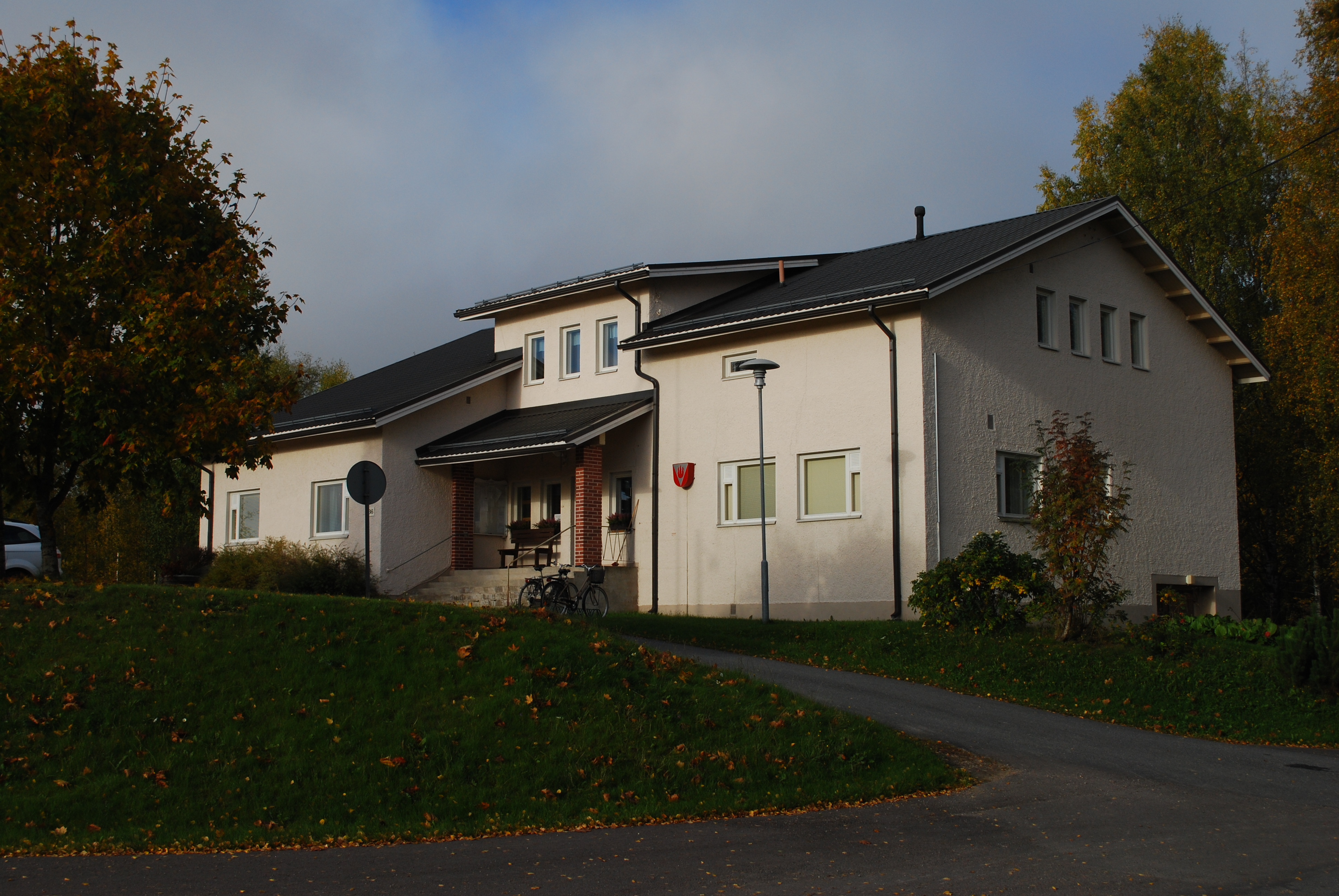
Ancienne mairie de Kuhmalahti.
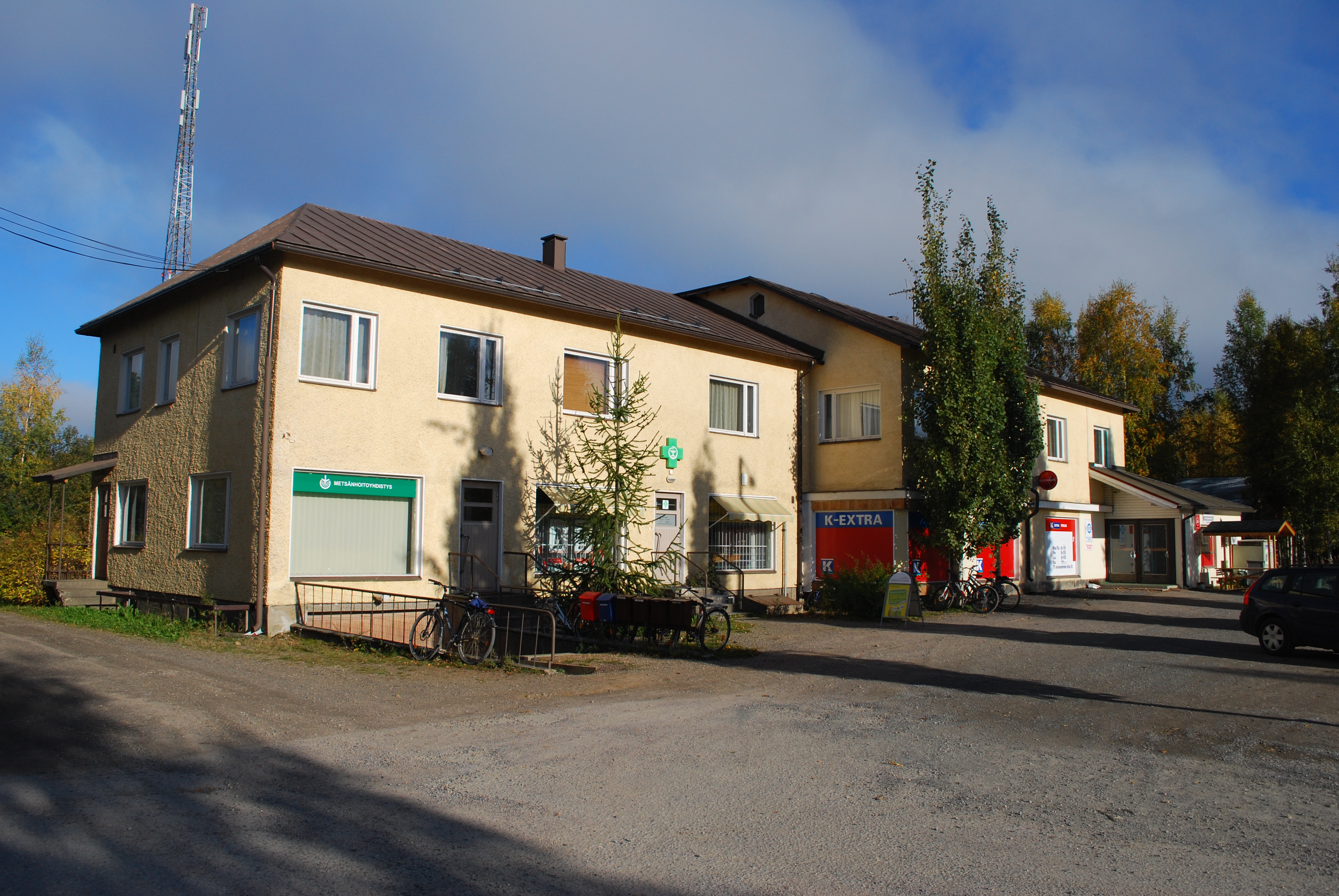
Centre du village de Pohja.
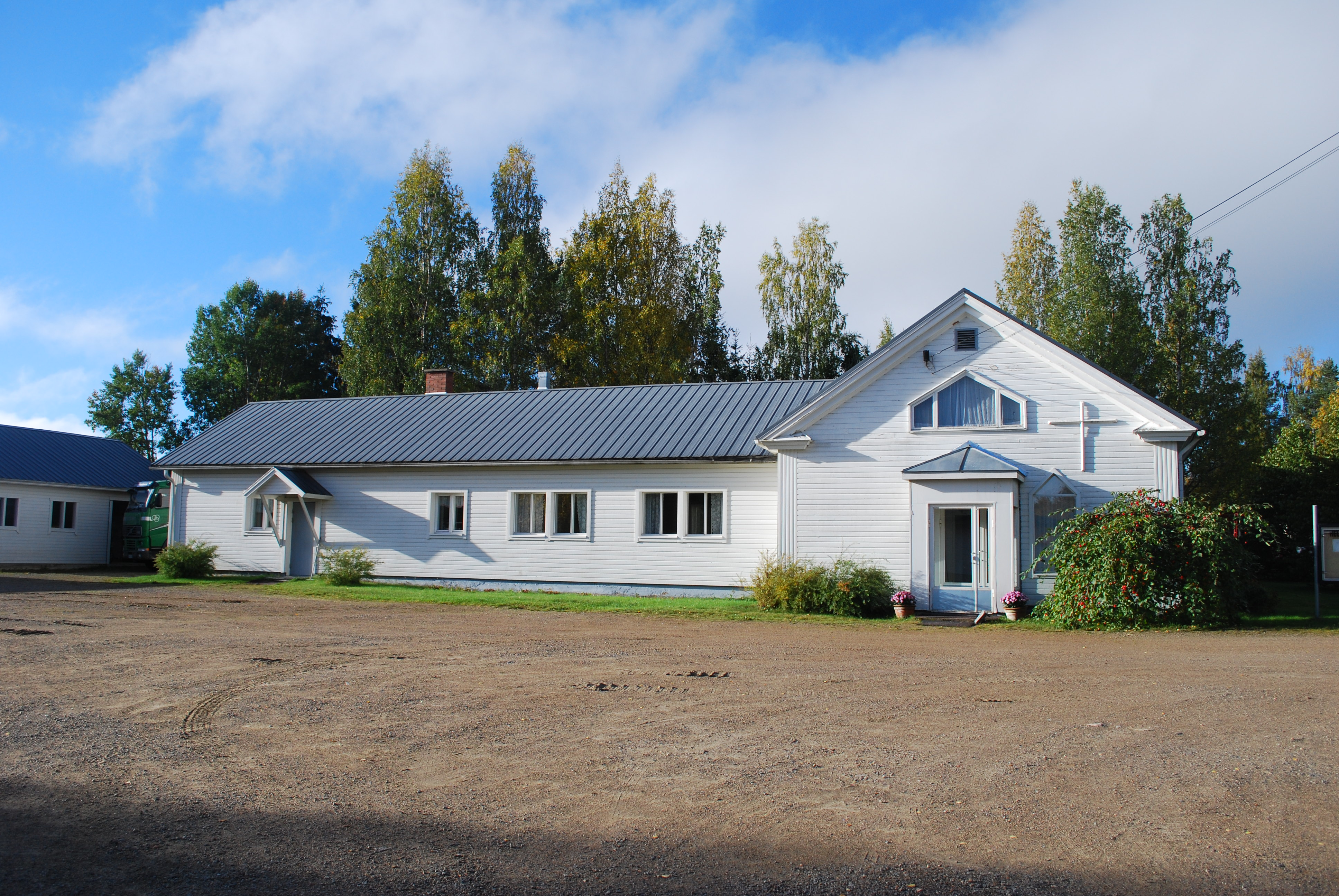
Paroisse Pentecôtiste
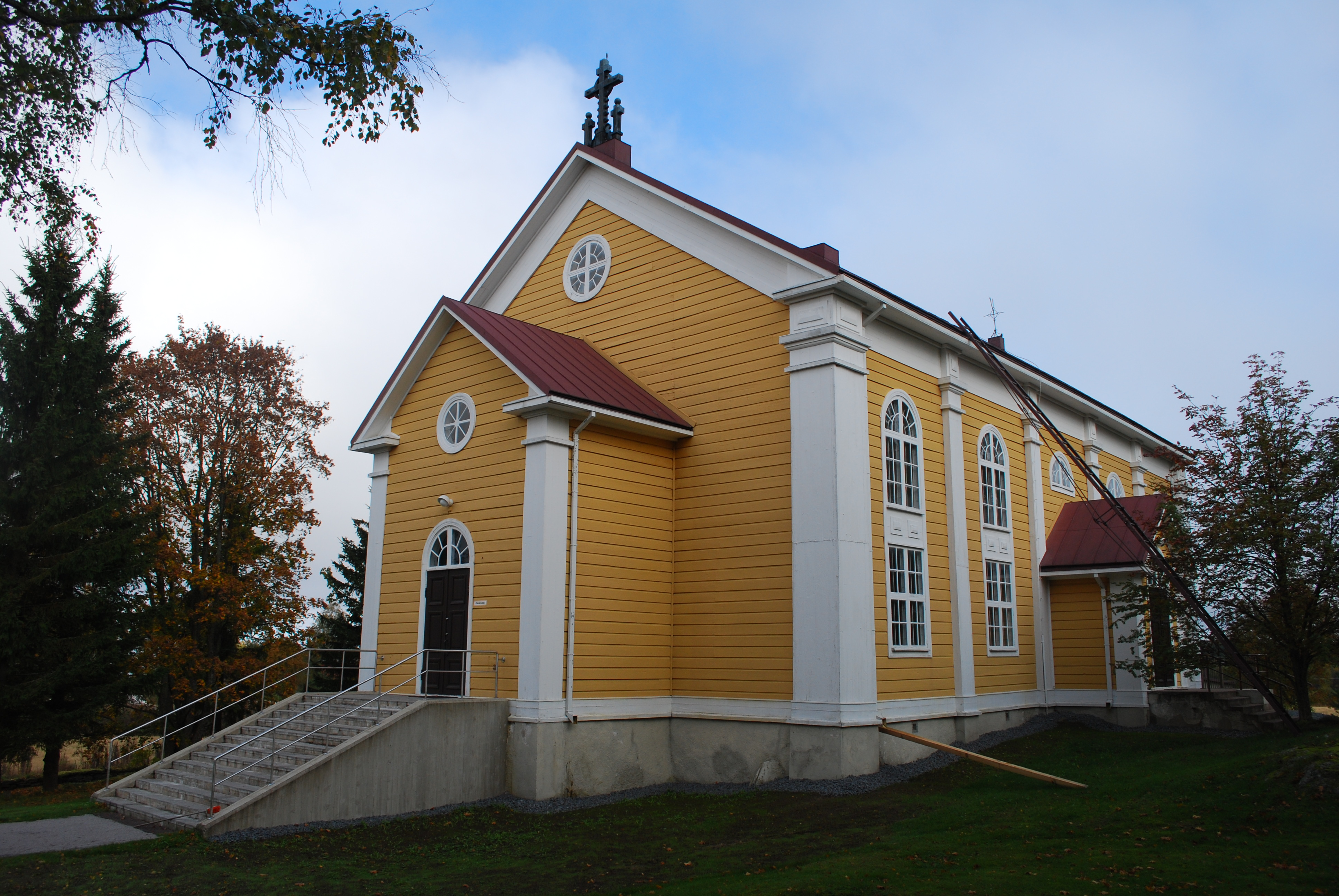
Église de Kuhmalahti
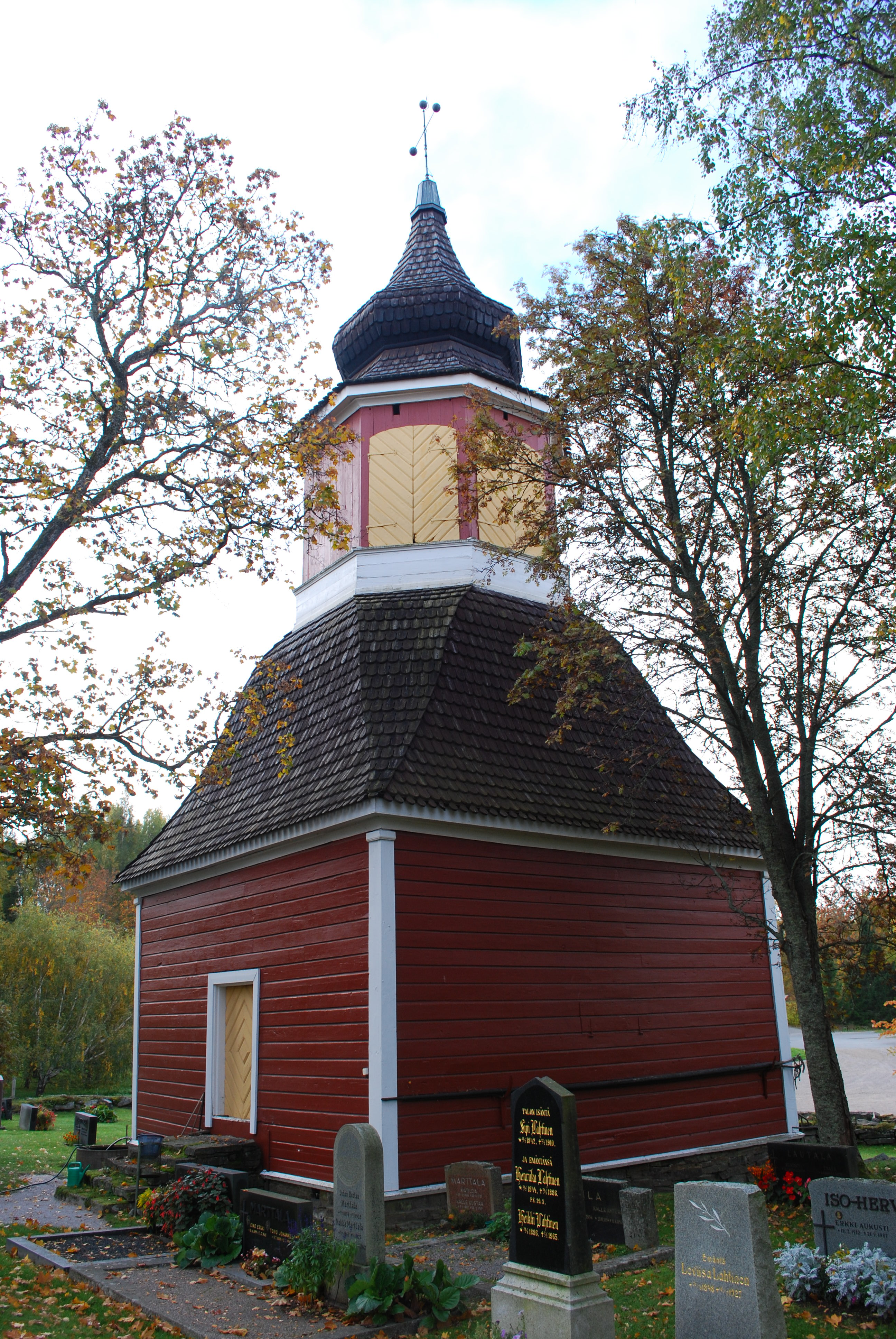
Clocher de l'église.